# Kawasoti

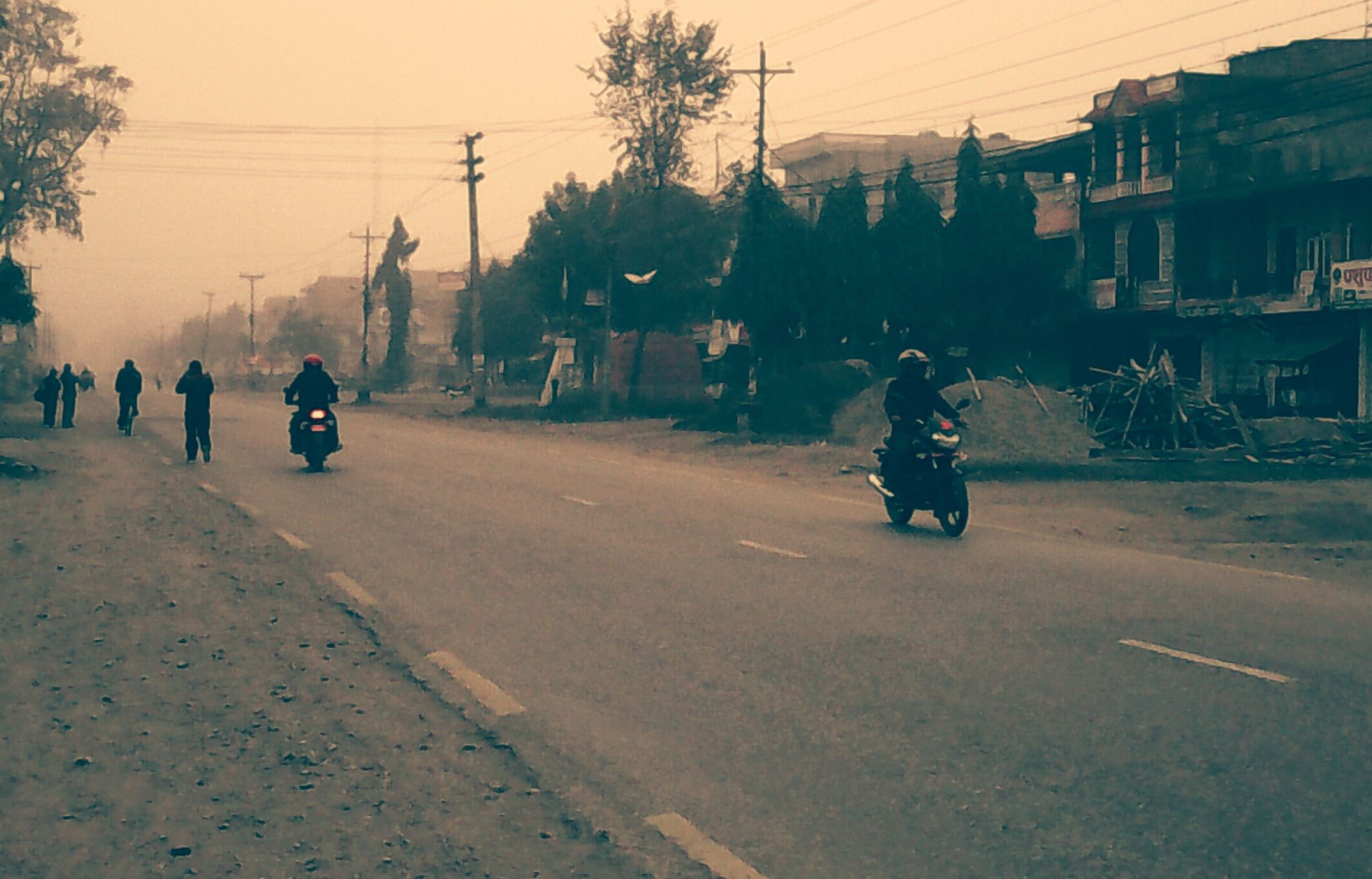
Kawasoti Highway im Winter

Kawasoti (Nepali कावासोती Kawasoti) ist eine Stadt (Munizipalität) im Distrikt Nawalparasi (Bardaghat Susta East) in der nepalesischen Provinz Gandaki. Sie ist die Hauptstadt dieses Distriktes.
Kawasoti liegt am rechten Flussufer des Narayani im mittleren Terai. Die Fernstraße Mahendra Rajmarg verläuft durch Kawasoti. Die Stadt entstand 2014 durch Zusammenlegung der Village Development Committees Agauli, Kawasoti, Pithauli und Shivamandir. Das Stadtgebiet umfasst 94,1 km².

## Einwohner
Bei der Volkszählung 2011 hatten die VDCs, aus welchen die Stadt Kawasoti entstand, 56.788 Einwohner (davon 26.091 männlich) in 12.866 Haushalten.